# Mokoreta (rivière)
La rivière Mokoreta  (en anglais : Mokoreta River)  est un cours d’eau de la région du Southland dans l’Île du Sud en  Nouvelle-Zélande.

## Géographie
C’est un affluent de la rivière Mataura, qui prend sa source entre le  ‘Mont Rosebery’ et le  'Cône  des Catlins' , près de la source du fleuve Catlins,Mais elle s’écoule vers l’ouest à partir de la chaîne des Catlins dans la Plaine du Southland. Sa longueur totale est de 50 km, et elle se déverse dans la rivière Mataura  à environ 5 km au sud de la ville de Wyndham.